# 1874年鐵路
此條目列出1874年發生有關鐵路運輸的事件。

## 事件

### 5月
- 5月11日：官設鐵道大阪至神戶段臨時開業。

### 6月
- 6月25日：布達佩斯登山鐵路通車。

### 9月
- 9月10日：由於郵政列車與特快客運列車通信問題，兩列列車在單線鐵路上迎頭相撞。此次事件後啟發了自動化列車控制系統以監管單線鐵路。

### 10月
- 10月26日：大幹線鐵路（英语：Grand Trunk Railway）將蒙特利爾以東至波特蘭的鐵路由1676毫米改為標準軌。